# Ройз Михайло Володимирович
Михайло Володимирович Ройз (нар. 10 жовтня 1983) – ізраїльськийшахіст російського походження, гросмейстер від 2003 року.

## Шахова кар'єра
З раннього віку представляв Ізраїль на чемпіонатах світу і Європи серед юніорів у різних вікових категоріях, найбільшого успіху досягнувши 1997 року в Таллінні, де виборов срібну медаль ЧЄ до 14 років. Того ж року поділив 1-ше місце (разом із, зокрема, Авігдором Биховським і Дмитром Годесом) у Тель-Авіві. 2004 року переміг у Ашдоді (разом зі Звулоном Гофштейном), Цюриху (разом з Янніком Пеллетьє, Вадимом Малахатьком, Алоїзасом Квейнісом і Геннадієм Гінсбургом), а також поділив 2-ге місце в Сен-Венсані (позаду Лівіу-Дітера Нісіпяну, разом з Віталієм Голодом і Михайлом Гуревичем). 2005 року поділив 3-тє місце на турнірах за швейцарською системою в Білі (позаду Михайла Кобалії та Євгена Алексєєва) і Бенаске (позаду Крішнана Сашікірана і Майкла Оратовскі), а також взяв участь у кубку Світу, де в 1-му раунді програв Олександрові Мотильову. 2007 року досягнув чергових успіхів: переміг (разом з Суатом Аталиком, попереду Анатолія Карпова) у Валево, а також поділив 1-ше місце у Порт-Еріні (разом з Захаром Єфименком, Михайлом Кобалією, Матеушем Бартелем, Юрієм Яковичем і Віталієм Голодом). Також виступив на черговому Кубку світу, де в 1-му раунді переміг Варужана Акопяна, але в 2-му поступився Етьєнові Бакро. 2009 року поділив 2-ге місце (позаду Бориса Грачова, разом з Радославом Войташеком) у Любліні.
Починаючи від 2003 року є одним основних гравців збірної Ізраїлю. 2004 року дебютував на шаховій олімпіаді в Кальвії (посів у командному заліку 5-те місце), тоді як на олімпіаді 2008 у Дрезден здобув у командному заліку срібну медаль. 2005 року виступив на командному чемпіонаті світу в Беер-Шеві. Триразовий призер командного чемпіонату Європи: срібний в командному заліку (2003), а також золотий і срібний в особистому заліку (2007).
Найвищий рейтинг Ело в кар'єрі мав станом на 1 липня 2008 року, досягнувши 2680 очок займав тоді 40-ве місце в світовому рейтинг-листі ФІДЕ (і друге – позаду Бориса Гельфанда – серед ізраїльських шахістів).